# Eduard Tesár
Eduard Tesár (19. června 1922 Budapešť – 20. února 1951 Bratislava) byl slovenský úředník a protikomunistický odbojář odsouzený v politickém procesu komunistickým režimem k trestu smrti a v roce 1951 popraven.

## Životopis
Narodil se v roce 1922 v Budapešti. Dětství a mládí prožil v Trenčíně, kde také studoval na gymnáziu. Byl rovněž angažován v místnímu skautu. Během druhé světové války se za existence Slovenského štátu zapojil do činnosti Hlinkovy mládeže a podle některých zdrojů nacistům pomáhal s odhalováním členů protinacistického odboje. Podle jiných zdrojů měl ale činit pravý opak a ve skutečnosti významně pomoci protinacistickým odbojářům. V té době se živil jako zaměstnanec Župného úřadu v Trenčíně. Studoval rovněž na škole Vyšší vůdcovské škole Milana Hlinku v Bratislavě. Z té měl být později vyloučen. Poté pracoval na místním okresním národním výboru a zřejmě od roku 1946 začal pracovat na Povereníctve vnútra v oddělení pasů a víz, díky čemuž měl přístup k řadě důležitých dokumentů (ty poté poskytoval spolupracovníkům v odboji). Na oddělení přitom pracovala i jeho žena Alice. V té době již žil v Bratislavě.

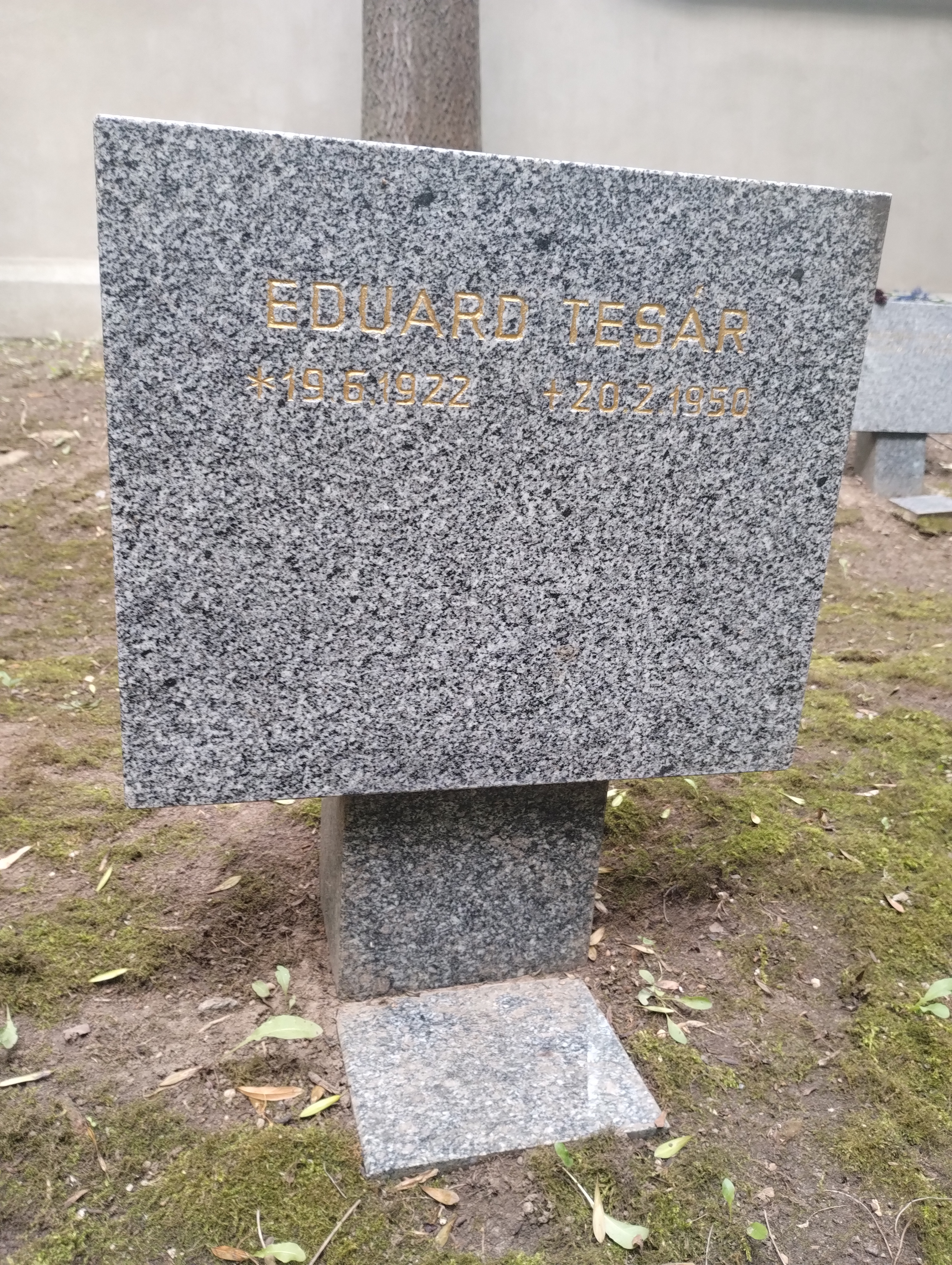
Symbolický náhrobek E. Tesára na Čestném pohřebišti v Ďáblicích

Ještě před komunistickým převratem v únoru 1948 se stal členem protikomunistické odbojové skupiny Biela légia. Tu posléze pomáhal organizovat. V rámci své činnosti pomáhal například při přechodech emigrantů do Rakouska či se podílel na nelegálním radiovém vysílání na Slovensku. Postupem času však došlo k odhalení skupiny, když se do ní podařilo proniknout agentovi vojenského obranného zpravodajství. Poté byl Tesár v lednu 1949 zatčen, ve vazbě mučen, a v politickém procesu konaném v květnu 1949 odsouzen k doživotnímu trestu odnětí svobody. Po odvolání státního prokurátora byl rozsudek v září 1950 změněn na trestu smrti; generální prokuratura tak rozhodla po nátlaku ze strany KSČ. Na začátku roku 1951 odmítl prezident Klement Gottwald udělit prezidentskou milost. Popraven tak byl v únoru 1951 spolu se svými spolupracovníky Antonem Tunegou a Albertem Púčikem. Pohřben byl na hřbitově v Martine. V procesu bylo přitom odsouzeno dalších asi pět desítek osob, řada z nich k dlouholetým trestům odnětí svobody.

### Spor o vyznamenání
Při příležitosti 70. výročí jeho úmrtí uctil jeho památku v únoru 2021 Předseda Národní rady Slovenské republiky Boris Kollár. V září 2021 mu poté Kollár udělil cenu Jozefa Miloslava Hurbana. Jeho památku uctil rovněž slovenský premiér Eduard Heger. V květnu 2022 byl spolu s Tunegou a Púčikem oceněn Řádem Ľudovíta Štúra I. třídy, když mu vyznamenání udělila in memoriam slovenská prezidentka Zuzana Čaputová. Ta mu jej udělila za zásluhy o demokracii a její rozvoj a za obranu lidských práv a svobod. Nedlouho poté ovšem za tento krok byla kritizována (například předsedou strany SMER-SD a bývalým slovenským premiérem Robertem Ficem) vzhledem k tomu, že měl podle některých zdrojů být klerofašista a odpůrce Slovenského národního povstání (přestože jiné zdroje tvrdí přesný opak). Prezidentka se poté za udělení vyznamenání omluvila. Naopak bývalý evropský komisař a bývalý předseda KDH Ján Figeľ udělení vyznamenání obhajoval. Jeho památku připomíná rovněž slovenská poslankyně Evropského parlamentu za KDH Miriam Lexmann a představitelé katolické církve.
Existuje více pamětních desek připomínajících jeho památku, jedna se nachází například na budově trenčínského gymnázia. I na jeho počest pak byla založena Nadace Tunegu, Púčika a Tesára.